# Neocomatella europaea
Neocomatella europaea is een haarster uit de familie Comatulidae.
De wetenschappelijke naam van de soort werd in 1913 gepubliceerd door Austin Hobart Clark.